# Béatrice Slama
Béatrice Slama, née Bice Saada le 2 juin 1923 à Tunis et morte le 19 juin 2018 à Paris 15e, est une professeure agrégée de lettres modernes, connue pour son militantisme pour l'indépendance de la Tunisie et la cause féministe ainsi que pour son engagement auprès du Parti communiste tunisien.

## Biographie

### Formation et parcours professionnel
Elle naît en 1923 à Tunis dans une riche famille juive originaire de Gabès. Après des études secondaires au lycée Armand-Fallières à Tunis (actuel lycée de la rue de Russie), elle décroche son baccalauréat en 1941.
Elle continue ses études à la Sorbonne et obtient une licence d'italien qui lui permet d'enseigner cette langue au collège Alaoui de 1948 à 1961. Agrégée de lettres modernes en 1961, elle enseigne au sein de la nouvelle université de Tunis de 1961 à 1965.
En 1965, avec son mari Ivan Slama, elle quitte la Tunisie pour s'installer à Paris, où elle fait une carrière d'enseignante à l'université de Vincennes (actuelle université Paris-VIII). Partie à la retraite en 1993, elle vit jusqu'à sa mort à Paris.

### Engagements institutionnels et politiques
En 1941, juste après avoir décroché son baccalauréat, elle s'engage au sein du Parti communiste tunisien (PCT) pour lutter contre le nazisme et l'occupation allemande de la Tunisie. Au lendemain de la Seconde Guerre mondiale, elle figure parmi les fondatrices de l'Union des jeunes filles de Tunisie (UJFT), organisation féministe proche du PCT qu'elle dirige de 1944 à 1948.

## Distinctions
En juin 2016, elle est décorée à l'ambassade de Tunisie en France par Selma Elloumi et reçoit l'ordre national du Mérite tunisien au nom du président Béji Caïd Essebsi,.

## Hommages
En 2018, un film documentaire lui est consacré, Béatrice un siècle, réalisé par Hejer Charf.